# Kantonsbibliothek Lugano
Das oberste Ziel der Kantonsbibliothek von Lugano (Biblioteca cantonale di Lugano) ist es, die italienische Kultur zu verbreiten. Dazu lehnt sie sich besonders an die Bereiche Literatur und Geschichte an. Neben dieser Hauptaufgabe ist die KBL auch für das kantonale Kulturerbe und das Anbieten von Information und Dokumentation für die breite Öffentlichkeit zuständig. Die Kantonsbibliothek Lugano wird von drei weiteren Bibliotheken (in Bellinzona, Locarno und Mendrisio) unterstützt.

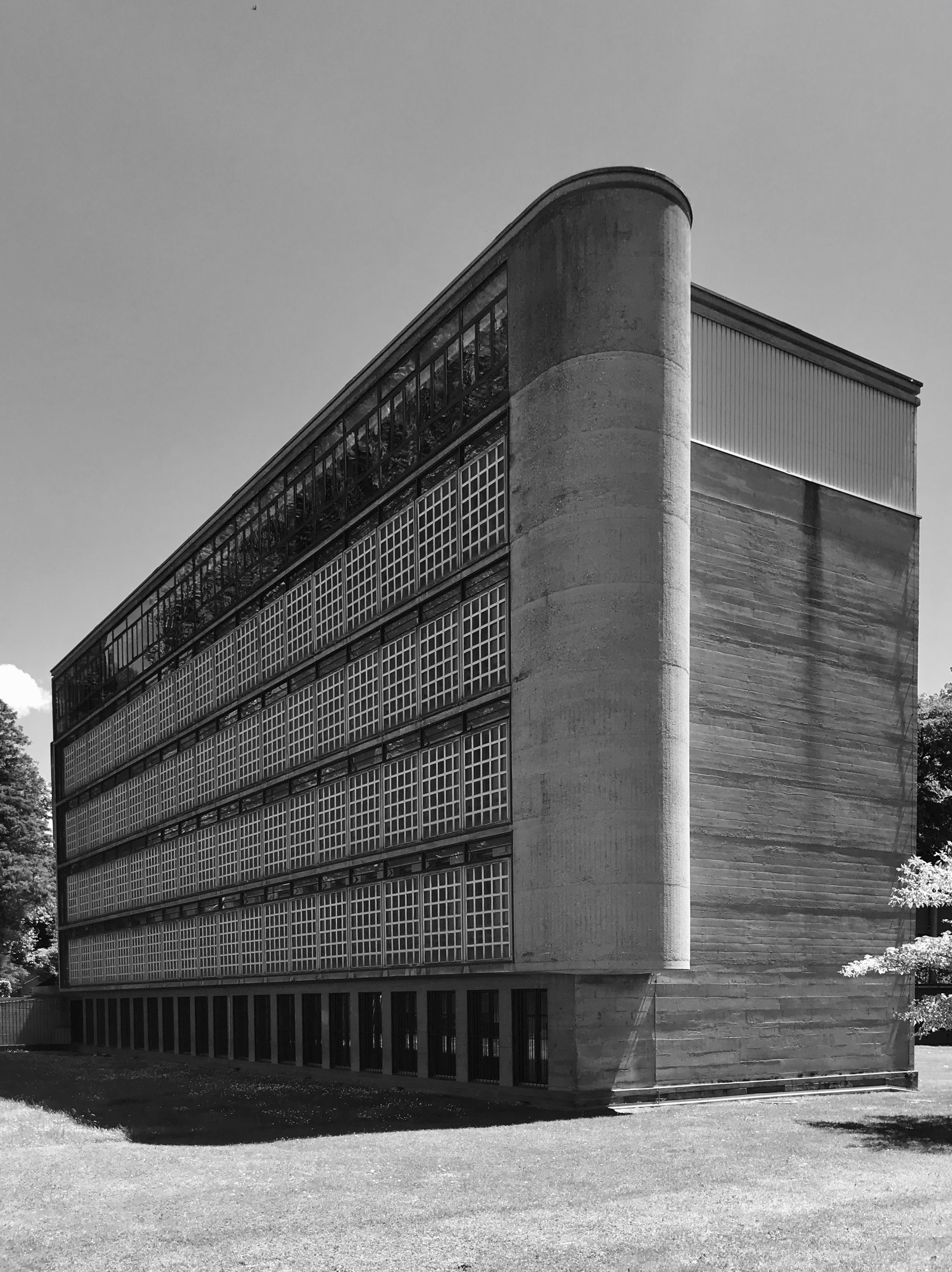
Kantonsbibliothek Lugano

## Geschichte

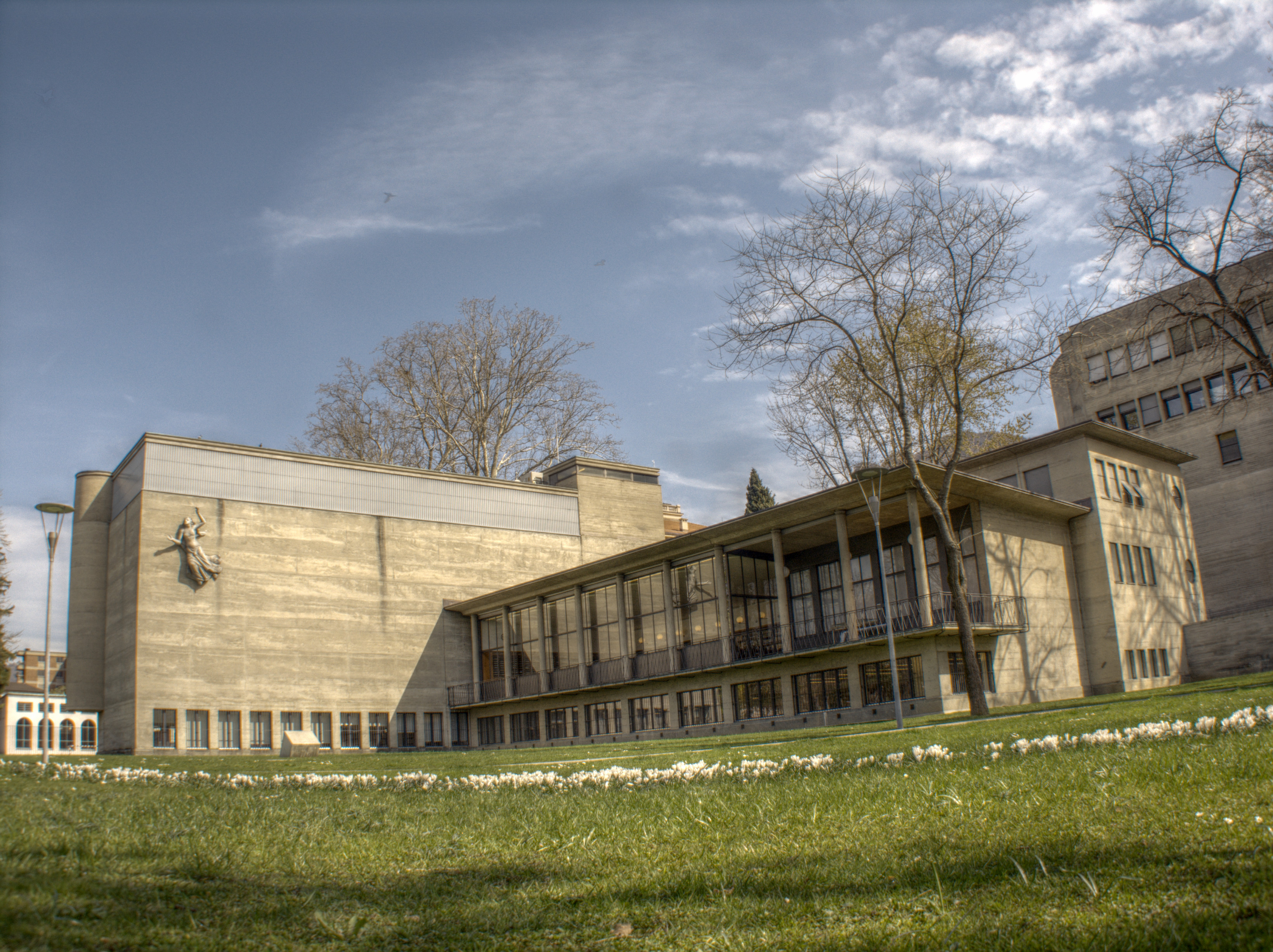
Kantonsbibliothek Lugano

Die Kantonsbibliothek von Lugano wurde 1852 nach einer Reihe von Reformen der politischen Behörde gegründet. Sie wurde ans (zum Kloster San Antonio gehörende) Liceo (Gymnasium) angebaut. 1861 begann das Sammeln der Libreria Patria, deren Ziel es war, alle Werke von Tessiner Schriftstellern oder über den Kanton sowie Werke, die im Kanton Tessin gedruckt wurden, in der Kantonsbibliothek aufzubewahren. 1904 zog die KBL ins neue Bildungsgebäude von Lugano ein: bei dieser Gelegenheit bekam sie auch ein neues Reglement, grössere finanzielle Mittel und einen neuen Direktor. 1936 wurde ein Architekturwettbewerb ausgeschrieben, an dem nur Teilnehmer aus dem Tessin Projektvorschläge einreichen durften. 1941 wurde das aktuelle Gebäude der KBL nach dem Entwurf von Rino Tami und Carlo Tami gebaut und im Juni 1942 eingeweiht. Von diesem Zeitpunkt an war die Bibliothek unabhängig vom Gymnasium. Nach dem Zweiten Weltkrieg wurde die Bibliothek immer wichtiger, hauptsächlich aufgrund der wachsenden Einschulung. Dies führte bald zu logistischen Problemen. 2003 gewährte der Bund der Bibliothek einen Kredit für ihre Erweiterung. 1989 begann die Bibliothek, ihren Bestand zu automatisieren. Seit 1993 gibt es im Ganzen vier Kantonsbibliotheken, die sich gegenseitig ergänzen; diese befinden sich in Lugano, Bellinzona, Locarno und Mendrisio. 2003 wurde mit der Informatisierung des Katalogs begonnen: Das Projekt Medea wurde 2004 abgeschlossen.

## Bestand
Die KBL besitzt heute (Stand 2007) ungefähr 300'000 Dokumente und 1'300 Zeitschriften. Zur Sammlung gehören ebenfalls zahlreiche audiovisuelle Dokumente, darunter CD-ROMs, DVDs (etwa 500 Filme), Mikrofilme, Datenbanken und eine Sammlung von Webseiten.
Die Bibliothek besitzt ebenfalls einen historischen Bestand (Fondo Antico), der aus den Beständen von fünf Klosterbibliotheken, die Mitte des 19. Jahrhunderts säkularisiert wurden, besteht. Die Sammlung zählt insbesondere 198 Inkunabeln; 100 dieser Inkunabeln sind der Bibliothek 1962 vom bibliophilen Tessiner Sergio Colombi geschenkt. Im Ganzen zählt der historische Bestand 20'000 Bände.
Daneben bewahrt die KBL auch den Nachlass des Journalisten, Schriftstellers und Verleger Giuseppe Prezzolini, der 1978 vom Kanton Tessin durch den Bibliotheksleiter Adriano Soldini erworben wurde.

## Kataloge
Ein Onlinekatalog für die 300'000 Dokumente. Daneben besitzt die Bibliothek noch immer Zettelkataloge für alle Bücher, die vor 1990 in die Bibliothek gekommen sind. Die Zeitschriften werden im Moment systematisch katalogisiert.